# Campionati mondiali di bob 1951
I Campionati mondiali di bob 1951, dodicesima edizione della manifestazione organizzata dalla Federazione Internazionale di Bob e Skeleton, si sono disputati a l'Alpe d'Huez, in Francia, sulla pista omonima. La località alpina ha ospitato quindi le competizioni iridate per la prima volta nel bob a due uomini e nel bob a quattro.
L'edizione ha visto dominare la Germania Ovest che si aggiudicò entrambe le medaglie d'oro sulle sei assegnate in totale, lasciando agli Stati Uniti i due argenti alla Svizzera i due bronzi. I titoli sono stati infatti conquistati nel bob a due uomini da Anderl Ostler e Lorenz Nieberl e nel bob a quattro dagli stessi Ostler e Nieberl con i compagni Xavier Leitl e Michael Pössinger.

## Risultati

### Bob a due uomini
| Pos. | Atleti                        | Nazione        |
| ---- | ----------------------------- | -------------- |
|      | Anderl Ostler Lorenz Nieberl  | Germania Ovest |
|      | Stanley Benham Patrick Martin | Stati Uniti    |
|      | Felix Endrich Werner Spring   | Svizzera       |

### Bob a quattro
| Pos. | Atleti                                                      | Nazione        |
| ---- | ----------------------------------------------------------- | -------------- |
|      | Anderl Ostler Xavier Leitl Michael Pössinger Lorenz Nieberl | Germania Ovest |
|      | Stanley Benham Patrick Martin James Atkinson Gary Sheffield | Stati Uniti    |
|      | Franz Kapus Franz Stöckli Hans Bolli Heinrich Angst         | Svizzera       |

## Medagliere
| Posizione | Nazione        | Oro | Argento | Bronzo | Totale |
| --------- | -------------- | --- | ------- | ------ | ------ |
| 1         | Germania Ovest | 2   | 0       | 0      | 2      |
| 2         | Stati Uniti    | 0   | 2       | 0      | 2      |
| 3         | Svizzera       | 0   | 0       | 2      | 2      |
| Totale    | Totale         | 2   | 2       | 2      | 6      |